# 2005年中華民國縣市長、縣市議員暨鄉鎮市長選舉

2005年縣（市）長選舉結果地理分布。藍：國民黨；綠：民進黨；橙：親民黨；黃：新黨；黑：無黨籍；灰：不在選舉範圍內的直轄市臺北市及高雄市。

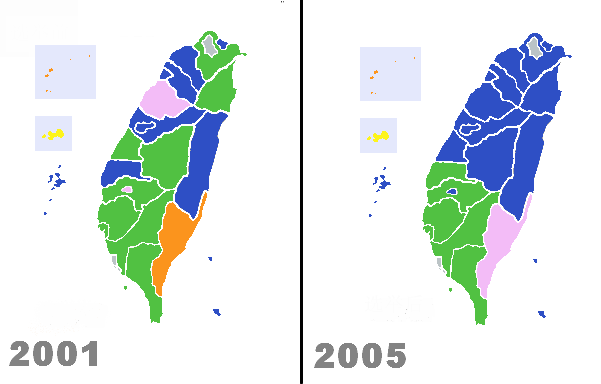
2001年與2005年各縣市執政黨變化示意圖

2005年中華民國縣市長、縣市議員暨鄉鎮市長選舉，通常稱為2005年三合一選舉，於2005年12月3日舉行，由中華民國自由地區之臺灣省（但不包含直轄市臺北市及高雄市）及福建省之金門縣及連江縣選出新一屆的縣市長、縣市議員及鄉鎮市長。
此次選舉為臺灣省實施地方自治以來之第15屆縣市長及鄉鎮市長選舉及第16屆縣市議員選舉（新竹市及嘉義市因較晚設置，故為第7屆）；同時亦為福建省實施地方自治以來之第4屆縣市長、縣市議員及鄉鎮市長選舉。亦是總統陳水扁自2004年5月20日連任後的首場全國性選舉，被視為陳水扁第二任期的第一輪信任投票。
開票結果在總計23席的縣市長選舉中，在野的國民黨贏得14席，若再加上親民黨、新黨、獨立參選各1席，泛藍總計獲得17席；相形之下，執政的民進黨僅獲得6席，且無其他泛綠人士當選，勝負相當懸殊。
| 政黨 | 政黨           | 各縣及省轄市行政首長 共23席 | 各縣及省轄市行政首長 共23席 | 各縣及省轄市行政首長 共23席 | 各縣及省轄市議員 共901席 | 各縣及省轄市議員 共901席 | 各縣及省轄市議員 共901席 | 鄉、鎮長及縣轄市長 共319席 | 鄉、鎮長及縣轄市長 共319席 | 鄉、鎮長及縣轄市長 共319席 |
| ---- | -------------- | --------------------------- | --------------------------- | --------------------------- | ------------------------ | ------------------------ | ------------------------ | -------------------------- | -------------------------- | -------------------------- |
| 政黨 | 政黨           | 席次                        | 得票數                      | 得票率                      | 席次                     | 得票數                   | 得票率                   | 席次                       | 得票數                     | 得票率                     |
|      | 中國國民黨     | 14                          | 4,523,775                   | 50.96%                      | 408                      | 3,549,155                | 40.2%                    | 173                        | 3,477,106                  | 46.46%                     |
|      | 民主進步黨     | 6                           | 3,724,290                   | 41.95%                      | 192                      | 1,964,473                | 22.25%                   | 35                         | 1,773,069                  | 23.69%                     |
|      | 親民黨         | 1                           | 98,694                      | 1.11%                       | 31                       | 350,512                  | 3.97%                    | 3                          | 80,524                     | 1.08%                      |
|      | 台灣團結聯盟   | 0                           | 100,243                     | 1.13%                       | 11                       | 206,613                  | 2.34%                    | 0                          | 54,053                     | 0.72%                      |
|      | 新黨           | 1                           | 17,359                      | 0.20%                       | 2                        | 40,041                   | 0.45%                    | -                          | -                          | -                          |
|      | 無黨團結聯盟   | -                           | -                           | -                           | 0                        | 2,939                    | 0.03%                    | 1                          | 3,523                      | 0.05%                      |
|      | 保護臺灣大聯盟 | -                           | -                           | -                           | 0                        | 2,368                    | 0.03%                    | -                          | -                          | -                          |
|      | 工教聯盟       | -                           | -                           | -                           | 0                        | 1,545                    | 0.02%                    | -                          | -                          | -                          |
|      | 建國黨         | -                           | -                           | -                           | -                        | -                        | -                        | 0                          | 130                        | 0.00%                      |
|      | 無黨籍         | 1                           | 412,511                     | 4.65%                       | 256                      | 2,709,506                | 30.70%                   | 107                        | 2,095,128                  | 28.00%                     |

## 日程
- 10月4日：登記截止，共計縣市長候選人77人，縣市議員候選人1693人，鄉鎮市長791人參與登記。
- 10月31日：審查候選人資格。
- 11月11日：號次抽籤。
- 11月22日：公告候選人名單。
- 12月3日：投票。

## 縣市長及縣市議員
各縣市之縣市長選舉最高票及次高票之名單（粗體者為尋求連任者）：
| 省     | 縣／市 | 當選者（登記政黨）    | 次高票者（登記政黨）    |
| 臺灣省 | 臺北縣 | 周錫瑋（ 中國國民黨） | 羅文嘉（ 民主進步黨）   |
| 臺灣省 | 基隆市 | 許財利（ 中國國民黨） | 陳建銘（ 台灣團結聯盟） |
| 臺灣省 | 宜蘭縣 | 呂國華（ 中國國民黨） | 陳定南（ 民主進步黨）   |
| 臺灣省 | 桃園縣 | 朱立倫（ 中國國民黨） | 鄭寶清（ 民主進步黨）   |
| 臺灣省 | 新竹縣 | 鄭永金（ 中國國民黨） | 林光華（ 民主進步黨）   |
| 臺灣省 | 新竹市 | 林政則（ 中國國民黨） | 鄭貴元（ 民主進步黨）   |
| 臺灣省 | 苗栗縣 | 劉政鴻（ 中國國民黨） | 邱炳坤（ 民主進步黨）   |
| 臺灣省 | 臺中縣 | 黃仲生（ 中國國民黨） | 邱太三（ 民主進步黨）   |
| 臺灣省 | 臺中市 | 胡志強（ 中國國民黨） | 林佳龍（ 民主進步黨）   |
| 臺灣省 | 彰化縣 | 卓伯源（ 中國國民黨） | 翁金珠（ 民主進步黨）   |
| 臺灣省 | 南投縣 | 李朝卿（ 中國國民黨） | 蔡煌瑯（ 民主進步黨）   |
| 臺灣省 | 雲林縣 | 蘇治芬（ 民主進步黨） | 許舒博（ 中國國民黨）   |
| 臺灣省 | 嘉義縣 | 陳明文（ 民主進步黨） | 陳明振（ 中國國民黨）   |
| 臺灣省 | 嘉義市 | 黃敏惠（ 中國國民黨） | 陳麗貞（ 民主進步黨）   |
| 臺灣省 | 臺南縣 | 蘇煥智（ 民主進步黨） | 郭添財（ 中國國民黨）   |
| 臺灣省 | 臺南市 | 許添財（ 民主進步黨） | 陳榮盛（ 中國國民黨）   |
| 臺灣省 | 高雄縣 | 楊秋興（ 民主進步黨） | 林益世（ 中國國民黨）   |
| 臺灣省 | 屏東縣 | 曹啟鴻（ 民主進步黨） | 王進士（ 中國國民黨）   |
| 臺灣省 | 臺東縣 | 吳俊立（無黨籍）      | 劉櫂豪（無黨籍）        |
| 臺灣省 | 花蓮縣 | 謝深山（ 中國國民黨） | 傅崐萁（ 親民黨）       |
| 臺灣省 | 澎湖縣 | 王乾發（ 中國國民黨） | 陳光復（ 民主進步黨）   |
| 福建省 | 金門縣 | 李炷烽（ 新黨）       | 陳福海（無黨籍）        |
| 福建省 | 連江縣 | 陳雪生（ 親民黨）     | 楊綏生（無黨籍）        |

政黨輪替之縣市：
| 省     | 縣／市 | 政黨輪替前 | 政黨輪替後 |
| 臺灣省 | 臺北縣 | 民主進步黨 | 中國國民黨 |
| 臺灣省 | 宜蘭縣 | 民主進步黨 | 中國國民黨 |
| 臺灣省 | 苗栗縣 | 無黨籍     | 中國國民黨 |
| 臺灣省 | 彰化縣 | 民主進步黨 | 中國國民黨 |
| 臺灣省 | 雲林縣 | 中國國民黨 | 民主進步黨 |
| 臺灣省 | 南投縣 | 民主進步黨 | 中國國民黨 |
| 臺灣省 | 嘉義市 | 民主進步黨 | 中國國民黨 |

各縣市之縣市議員選舉席次：
| 省     | 縣／市 | 議長                    | 副議長                | 中國國民黨 | 民主進步黨 | 親民黨 | 台灣團結聯盟 | 新黨 | 無黨籍 |
| 臺灣省 | 臺北縣 | 陳幸進（ 中國國民黨）   | 陳鴻源（ 中國國民黨） | 28席       | 16席       | 5席    | 3席          | 0席  | 13席   |
| 臺灣省 | 基隆市 | 張通榮（ 中國國民黨）   | 曾水源（ 中國國民黨） | 19席       | 6席        | 4席    | 0席          | -    | 3席    |
| 臺灣省 | 宜蘭縣 | 張建榮（ 中國國民黨）   | 李清林（無黨籍）      | 16席       | 13席       | 0席    | -            | -    | 5席    |
| 臺灣省 | 桃園縣 | 曾忠義（ 中國國民黨）   | 邱奕勝（ 中國國民黨） | 27席       | 14席       | 4席    | 0席          | 0席  | 14席   |
| 臺灣省 | 新竹縣 | 張碧琴（ 中國國民黨）   | 張志弘（ 中國國民黨） | 20席       | 3席        | -      | -            | -    | 11席   |
| 臺灣省 | 新竹市 | 鄭成光（無黨籍）        | 謝文進（無黨籍）      | 14席       | 5席        | 1席    | 2席          | -    | 10席   |
| 臺灣省 | 苗栗縣 | 游忠鈿（ 中國國民黨）   | 陳明朝（ 中國國民黨） | 16席       | 2席        | 0席    | -            | -    | 20席   |
| 臺灣省 | 臺中縣 | 張清堂（ 中國國民黨）   | 林士昌（ 中國國民黨） | 29席       | 12席       | 3席    | 1席          | -    | 12席   |
| 臺灣省 | 臺中市 | 張宏年（ 中國國民黨）   | 陳天汶（ 中國國民黨） | 24席       | 17席       | 2席    | 1席          | 0席  | 2席    |
| 臺灣省 | 彰化縣 | 白鴻森（ 中國國民黨）   | 蕭景田（ 中國國民黨） | 27席       | 12席       | 0席    | 1席          | -    | 14席   |
| 臺灣省 | 南投縣 | 吳棋祥（無黨籍）        | 何勝豐（無黨籍）      | 9席        | 7席        | 2席    | 0席          | -    | 19席   |
| 臺灣省 | 雲林縣 | 蘇金煌（ 中國國民黨）   | 沈宗隆（ 中國國民黨） | 18席       | 5席        | -      | 1席          | -    | 19席   |
| 臺灣省 | 嘉義縣 | 余政達（無黨籍）        | 張明達（ 民主進步黨） | 8席        | 18席       | -      | -            | -    | 11席   |
| 臺灣省 | 嘉義市 | 蔡貴絲（無黨籍）        | 邱芳欽（無黨籍）      | 7席        | 5席        | 1席    | 1席          | -    | 10席   |
| 臺灣省 | 臺南縣 | 吳健保（ 中國國民黨）   | 周賜海（ 中國國民黨） | 19席       | 10席       | 0席    | 0席          | -    | 21席   |
| 臺灣省 | 臺南市 | 黃郁文（無黨籍）        | 郭信良（無黨籍）      | 15席       | 14席       | 3席    | 0席          | -    | 9席    |
| 臺灣省 | 高雄縣 | 許福森（ 中國國民黨）   | 陸淑美（ 中國國民黨） | 27席       | 16席       | 3席    | 0席          | -    | 8席    |
| 臺灣省 | 屏東縣 | 周典論（ 中國國民黨）   | 林清都（無黨籍）      | 25席       | 12席       | 0席    | 1席          | -    | 17席   |
| 臺灣省 | 臺東縣 | 李錦慧（ 中國國民黨）   | 饒慶鈴（ 中國國民黨） | 16席       | 0席        | 1席    | 0席          | -    | 13席   |
| 臺灣省 | 花蓮縣 | 楊文值（ 中國國民黨）   | 鍾逸文（無黨籍）      | 22席       | 4席        | 2席    | -            | -    | 5席    |
| 臺灣省 | 澎湖縣 | 劉陳昭玲（ 中國國民黨） | 藍俊逸（ 中國國民黨） | 7席        | 1席        | 0席    | 0席          | -    | 11席   |
| 福建省 | 金門縣 | 謝宜璋（無黨籍）        | 許玉昭（ 中國國民黨） | 10席       | 0席        | 0席    | -            | 2席  | 6席    |
| 福建省 | 連江縣 | 陳振清（ 中國國民黨）   | 陳貴忠（ 中國國民黨） | 6席        | -          | 0席    | -            | -    | 3席    |

## 鄉鎮市長
參見：2005年中華民國鄉鎮市長選舉
各縣之鄉鎮市長選舉席次：
| 省     | 縣     | 中國國民黨 | 民主進步黨 | 親民黨 | 無黨團結聯盟 | 台灣團結聯盟 | 建國黨 | 無黨籍 |
| 臺灣省 | 臺北縣 | 18席       | 3席        | 0席    | -            | 0席          | -      | 8席    |
| 臺灣省 | 宜蘭縣 | 6席        | 3席        | 1席    | -            | -            | -      | 2席    |
| 臺灣省 | 桃園縣 | 11席       | 2席        | 0席    | -            | -            | -      | 0席    |
| 臺灣省 | 新竹縣 | 12席       | 0席        | -      | -            | -            | -      | 1席    |
| 臺灣省 | 苗栗縣 | 9席        | 0席        | -      | -            | -            | -      | 9席    |
| 臺灣省 | 臺中縣 | 12席       | 0席        | 0席    | -            | -            | -      | 9席    |
| 臺灣省 | 彰化縣 | 17席       | 1席        | -      | -            | -            | -      | 8席    |
| 臺灣省 | 南投縣 | 7席        | 0席        | 0席    | -            | -            | -      | 6席    |
| 臺灣省 | 雲林縣 | 8席        | 2席        | -      | -            | 0席          | -      | 10席   |
| 臺灣省 | 嘉義縣 | 2席        | 9席        | -      | -            | -            | -      | 7席    |
| 臺灣省 | 臺南縣 | 11席       | 3席        | -      | -            | -            | -      | 17席   |
| 臺灣省 | 高雄縣 | 10席       | 9席        | -      | -            | 0席          | -      | 8席    |
| 臺灣省 | 屏東縣 | 18席       | 2席        | 1席    | -            | -            | 0席    | 12席   |
| 臺灣省 | 臺東縣 | 10席       | 0席        | 1席    | -            | 0席          | -      | 5席    |
| 臺灣省 | 花蓮縣 | 11席       | 1席        | 0席    | -            | -            | -      | 1席    |
| 臺灣省 | 澎湖縣 | 3席        | 0席        | -      | -            | -            | -      | 3席    |
| 福建省 | 金門縣 | 5席        | -          | -      | 1席          | -            | -      | 0席    |
| 福建省 | 連江縣 | 3席        | 0席        | 0席    | -            | -            | -      | 1席    |

## 分析
泛藍的勝出原因分為多個方面。
臺北縣經歷民進黨十六年的執政，政權再次易手。一來，民進黨的候選人羅文嘉不是代理縣長，不像蘇貞昌一樣手握行政資源。二來泛藍今次推出的是紥根臺北縣多時、選區更在雙方力爭地區的立委周錫瑋。而且周氏是以親民黨回歸至國民黨員的身分參選，不像四年前空降的新黨王建煊。加上馬英九陣前催票，所以周錫瑋以二十萬票之多大勝羅文嘉。臺北縣走路工案方面，懷疑賄選影帶曝光後，檢調的迴避動作，加上周錫瑋陣營主動協助保管證物，使部分選民真的懷疑民進黨賄選，使票源流向國民黨。
桃園縣的「非常光碟案」，被桃園檢方大規模搜查後，前縣長（時任副總統）呂秀蓮出面力挺非常光碟是言論自由，使桃園選民反感。
臺中市雖然陳水扁帶頭就胡志強的健康問題猛攻，但是被胡志強輕易化解。而民進黨炒作胡志強黨職併公職案（胡志強的退休年資25年中有10年10個月是歷任黨職中華民國民眾服務社聯絡員、書記、黨務聯絡員而得來的，其中謊報10年赴美英唸書的海外黨工年資和回國後的教授年資只差一天，使退休年資不至中斷，而從原先只能一次退領可改採月退方式溢領），也只能激化藍軍票源回流。自民進黨立委林進興聯同高大成等12位台中市醫界聯盟醫師公布胡志強的病歷，加上當晚傳出有人用短訊宣傳胡志強中風，使選民同情胡志強，令親民黨的票源大幅回流至國民黨，使胡志強在國親分裂下仍大勝。
嘉義市方面，雖然許家班的票源與民進黨高度重疊，但許家班的老市長張博雅在選前一天不挺陳麗貞，把票源流向黃敏惠陣營，使許家班執政二十多年的嘉義市拱手交給國民黨。說到底，這是民進黨與張博雅從四年前直到當年的恩怨總結算。
宜蘭縣方面，由於陳定南當法務部長時的高標準，一回到宜蘭出戰時一再傳出賄選，雖然後來證明他的清白，但是當時他的「陳青天」形象大打折扣。而且陳定南相隔十六年再回鍋參選，使民進黨世代交替受阻，雖然他說只做一任，但是也留不住人心，不敵時任宜蘭市長的呂國華。
整體而言，有許多綠營的人士指出，這次選舉是所謂的「基層綁大選」：只要任何一種大型政務官的選舉與基層選舉同時進行的話，對國民黨及泛藍陣營最有利。更直接的批評是：多合一選舉方便買票。
民進黨前立委林濁水表示，泛綠候選人的素質比泛藍的高很多，並不像泛藍候選人一樣有這麼多爭議性案件，但高層形象的差異可以讓選民忘了真正影響選民權益及政治清廉的候選人差異。
台灣北社副社長陳昭姿表示：「阿扁總統與執政團隊終究要明白：過去贏，是台灣人民讓他們贏；現在輸，是台灣人民讓他們輸。過去贏，是因為民進黨夠堅定、夠台灣；現在輸，輸在民進黨不夠堅定、不夠台灣。……這一回，輸的是民進黨，不是台灣人民。」
左派台獨人士楊碧川抨擊：「民進黨執政，為了討好財團，不惜犧牲廣大人民的利益；唯有敗選，才能讓民進黨自我反省，他們是如何失去民心。這些貪官污吏，離人民愈來愈遠了！」

## 影響
- 民進黨方面
  - 這次選舉被視為對陳水扁總統的不信任投票。由於民進黨選情十分不理想，負責輔選的四位重要人物——蘇貞昌、呂秀蓮、謝長廷和游錫堃——聲望相繼受到質疑，他們成為下任總統民進黨候選人的希望也出現變數。首先，時任民進黨主席的蘇貞昌於選舉完畢之後決定辭職，表示負責。呂秀蓮接任民進黨代理主席後不足一星期，亦以「避免成為派系衝突的犧牲品」為由辭職。呂秀蓮更慘遭同黨立委林重謨、林濁水、李文忠等人批評想在2008年成為總統，林重謨批評她「趁民進黨低迷挫敗而圖謀總統大位，是不道德」，林濁水批評她「企圖心非常強烈」，李文忠則批評「民進黨有活力與韌性當然是好的，但她是壞的」[8]。擔任行政院長的謝長廷已經向陳水扁兩次口頭請辭。另外，羅文嘉、林佳龍、邱太三等人落選，也象徵民進黨學運世代的接班人選失去執政的基礎及經驗，使接班人青黃不接。2005年12月15日，民進黨首屆黨主席江鵬堅追思會會場外，有民進黨支持者痛批民進黨「台灣人民打拚二十年，都被民進黨『開了了』（花費殆盡）」、「民進黨是不肖子」[8]。

- 國民黨方面
  - 此次選舉為馬英九成為黨主席之後首次選舉，成績即表現超乎以往，特別是2000年總統選舉。部分評論家表示：這是個人魅力所致，同時這次選舉等同國民黨已擺脫近幾年來的低迷支持度，也宣告前任黨主席連戰時代已然逝去。各界認為，馬英九將利用這次大選的成果肯定，繼續把陳年的國民黨再大規模改革。

- 親民黨方面
  - 原本被寄予厚望的親民黨劉文雄在基隆市未選上，顯示親民黨主席宋楚瑜的魅力不如以往；加上在臺中市參選的沈智慧票數遠遠落後尋求連任的胡志強，使有些人開始質疑存於國民黨外的親民黨是否有必要繼續存在。親民黨有些立委已經高呼與國民黨合併，以應付來年的北高市長及基層選舉與2008年立委選舉。

- 中國大陸方面
  - 中國大陸方面以大版面報導國民黨獲得大幅勝利的消息，並表示接下來會密切注意陳水扁與中國大陸的互動。

## 備註
1. 1 2  議長及副議長乃議員於2006年3月1日就職當日互選產生，實質上並非此選舉之一部分。

## 外部連結
- 中央選舉委員會（页面存档备份，存于）